# 劳日特昭巴润阿尔
劳日特昭巴润阿尔，又称劳日特昭巴洞阿尔、劳日特昭巴润诺尔、劳日特昭巴洞诺尔，是一个位于中国内蒙古自治区锡林郭勒盟东乌珠穆沁旗呼热图淖尔苏木境内的内流鹹水湖，位于呼热图淖尔苏木政府驻地西北约84千米，乌拉盖戈壁东南，湖长2.8千米，最大宽1.7千米，平均宽1.0千米，面积3.5平方千米。
在2021年东乌旗人民政府公布的主要河湖管理范围中，劳日特昭巴润阿尔管理范围面积7.78平方千米，划界长度为11.51千米。在同年公布的三级河湖长名单中，劳日特昭巴润阿尔湖长为呼热图淖尔苏木党委专职委员，嘎查级湖长为巴音淖尔嘎查嘎查长、书记。